# Vojkovskaja
Vojkovskaja (in russo Войковская?) è una stazione settentrionale della Linea Zamoskvoreckaja, la linea 2 della Metropolitana di Mosca. Fu inaugurata nel 1964 insieme alle stazioni successive, Vodnyj stadion e Rečnoj vokzal.
Tutte furono costruite secondo lo stesso design standard a tre volte sostenute da pilastri, conosciuto come Sorokonožka, che fu largamente in uso negli anni sessanta per risparmiare sui costi. Gli architetti di questa stazione furono I.G. Petukhova e A.F. Fokina. L'ingresso della stazione è situato sull'Autostrada per San Pietroburgo, conosciuta anche come Leningradskij Prospekt.
La stazione prende il nome da Pyotr Vojkov, controverso commissario sovietico coinvolto, in particolare, nell'esecuzione della famiglia Romanov. Una consultazione popolare del 2016 ha tuttavia confermato il nome della stazione.
A poca distanza della stazione si trova la fermata di Baltijskaja, interscambio con l'anello centrale di Mosca.